# Thelypteris laterepens
Thelypteris laterepens là một loài dương xỉ trong họ Thelypteridaceae. Loài này được R.Stewart in Nasir & Ali mô tả khoa học đầu tiên năm 1972.
Danh pháp khoa học của loài này chưa được làm sáng tỏ. 